# 卡布尔街之战

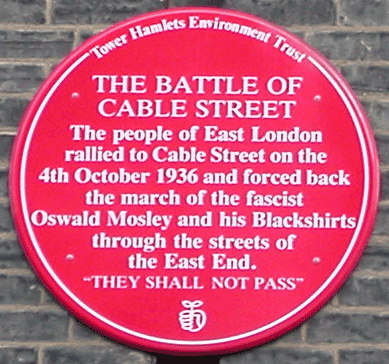
码头街（Dock Street）上的纪念牌匾

1936年10月4日是个礼拜日，这一天在伦敦东区的卡布尔街上发生了一场规模较大的警民冲突。冲突双方为伦敦警方和一众反法西斯示威者。该冲突发生之前，不列颠法西斯联盟（该组织由奥斯瓦尔德·莫斯利爵士领导）正计划进行一次游行。伦敦警察厅出动警力，以确保游行顺利进行。反法西斯示威者则筑起街垒，以阻止游行队伍前进。冲突不可避免地发生了，史称卡布尔街之战（Battle of Cable Street）。

## 背景
伦敦东区居住有大量犹太居民，英国法西斯同盟计划于1936年10月4日从该区穿行而过，届时会有数以千计的着黑衫军制服的游行者。该消息不胫而走，鉴于这场游行极有可能转变为一场大规模暴力活动，约十万东区居民向时任内政大臣约翰·西蒙请愿阻止这场游行，但是他不仅拒绝了，还派出警察以防反法西斯示威者破坏该游行。
英国犹太人代表委员会谴责这个游行带有明显的反犹主义色彩，并呼吁犹太居民上街。菲尔·皮雷廷，大不列颠共产党党员，迅速组织了反游行力量。

## 事件经过
反法西斯示威者事先在街上搭建路障以阻断游行线路。路障被设置在靠近卡布尔街和克里斯提安街交叉口的地方。当日大概有二万反法西斯示威者出现在卡布尔街，警方大概出动了6000-7000警力（包括骑警）以确保2000-3000法西斯同盟的游行者能通过这条街。 示威者以砖块、石块、椅子腿以及其他临时制作的武器回击。在街道两侧的楼房内，妇女纷纷拿出垃圾、腐烂的蔬菜砸向警方，其中有的妇女向警方倾倒夜壶。经过一系列的游击战后，莫斯利爵士同意取消游行，以防流血事件发生。在反法西斯示威者还在同警方战斗时，法西斯同盟示威者朝着海德公园的方向走去，解散了游行队列。虽然有一些示威者在同伴的帮助下摆脱了警方的逮捕，但是还是有大概150名示威者遭到逮捕。约175人受伤，其中包括警察、妇女和儿童。

## 后续
许多被捕示威者反映，自己遭到警方的粗暴对待。
冲突发生后第二年，皮雷廷成为斯特普尼自治市议会的首位民选共产议员。
在1979年到1983年之间，一副描绘该场街头斗争的巨型壁画被画在了圣乔治市政会大楼的侧面。这个建筑原本属于该区教堂所有，之后成为斯特普尼自治市议会的市政会大楼。这座大楼距沙德韦尔地铁站有大概140米。在码头街有一个红色纪念牌匾也用来纪念这个事件。
2011年10月4日是该事件的75周年纪念日，在伦敦东区有许多纪念活动，包括音乐会 和一场游行,
这场街头斗争经常为反法运动所引用.

## 引用
1. ↑  . BBC News.   [13 October 2015]. （原始内容存档于2020-11-12）.
2. ↑  Brooke, Mike. . News (Hackney). Hackney Gazette. 30 December 2014  [28 April 2016]. （原始内容存档于2016年9月17日）.
3. ↑  Jones, Nigel, Mosley, Haus, 2004, p. 114
4. ↑  Kushner, Anthony and Valman, Nadia (2000) Remembering Cable Street: fascism and anti-fascism in British society. Vallentine Mitchell, p. 182. ISBN 0-85303-361-7
5. ↑  Phil Katz. .   [13 October 2015]. （原始内容存档于2020-04-23）.
6. ↑  Cable Street 75. .   [13 October 2015]. （原始内容存档于2011-10-25）.
7. ↑  Penny, Daniel. . 2017-08-22  [2017-08-26]. （原始内容存档于2021-01-07）.